# Трепуцци
Трепуцци (итал. Trepuzzi) — коммуна в Италии, располагается в регионе Апулия, в провинции Лечче.
Население составляет 14 507 человек (2008 г.), плотность населения составляет 615 чел./км². Занимает площадь 23 км². Почтовый индекс — 73019. Телефонный код — 0832.
В коммуне 15 августа особо празднуется Успение Пресвятой Богородицы. Покровителем коммуны почитается святой архангел Рафаил.

## Демография
Динамика населения:

## Администрация коммуны
- Официальный сайт: http://www.comune.trepuzzi.le.it/